# 成瀬正章
成瀬 正章（なるせ まさあきら、寛永19年（1642年） - 元禄9年11月4日（1696年12月8日））は、江戸幕府旗本。父は尾張藩士の成瀬正則の次男で、叔父の成瀬正勝の養子となる。通称は次郎太郎、藤右衛門、吉右衛門。室は水野守政の娘。
寛文2年（1663年）書院番となり、延宝2年12月3日養父が致仕し家督を継いだのち職を辞し小普請となる。元禄4年書院番に復したのちに職を辞した。元禄9年に53歳で没し、駒込の海蔵寺に葬られた。家督は娘婿の加賀藩家老成瀬政全の子成瀬正起が継いだ。
天和元年（1681年）、正章の領地の農民と掛塚藩の農民との間で争いが生じ、境界を巡る訴訟となった。掛塚藩側の申し立てに不備があったため、幕府の裁可により掛塚藩主の加賀爪直清、および前藩主（養父）の加賀爪直澄は改易のうえ配流となった。